# Ягошиці
Ягошиці (пол. Jagoszyce) — село в Польщі, у гміні Прушиці Тшебницького повіту Нижньосілезького воєводства.
Населення — 104 особи (2011).
У 1975-1998 роках село належало до Вроцлавського воєводства.

## Демографія
Демографічна структура станом на 31 березня 2011 року:
|          | Загалом | Допрацездатний вік | Працездатний вік | Постпрацездатний вік |
| -------- | ------- | ------------------ | ---------------- | -------------------- |
| Чоловіки | 57      | 7                  | 47               | 3                    |
| Жінки    | 47      | 11                 | 29               | 7                    |
| Разом    | 104     | 18                 | 76               | 10                   |